# Bismarckzanger
De bismarckzanger (Cincloramphus rubiginosus synoniem: Megalurulus rubiginosus) is een zangvogel uit de familie Locustellidae.

## Verspreiding en leefgebied
Deze soort is endemisch op Nieuw-Brittanië in de Bismarck-archipel, een eilandengroep in het noordoosten van Papoea-Nieuw-Guinea.

## Status
De grootte van de populatie is niet gekwantificeerd maar de soort wordt omschreven als doorgaans schaars maar soms plaatselijk vrij algemeen. Op de Rode lijst van de IUCN heeft deze soort de status niet bedreigd.